# Aphytis testaceus
Aphytis testaceus is een vliesvleugelig insect uit de familie Aphelinidae. De wetenschappelijke naam is voor het eerst geldig gepubliceerd in 1961 door Chumakova.